# Cabo Emine

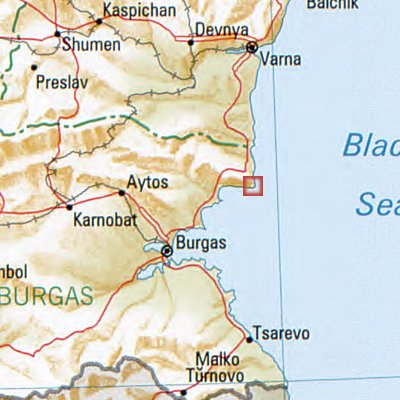
Localização do Cabo Emine.

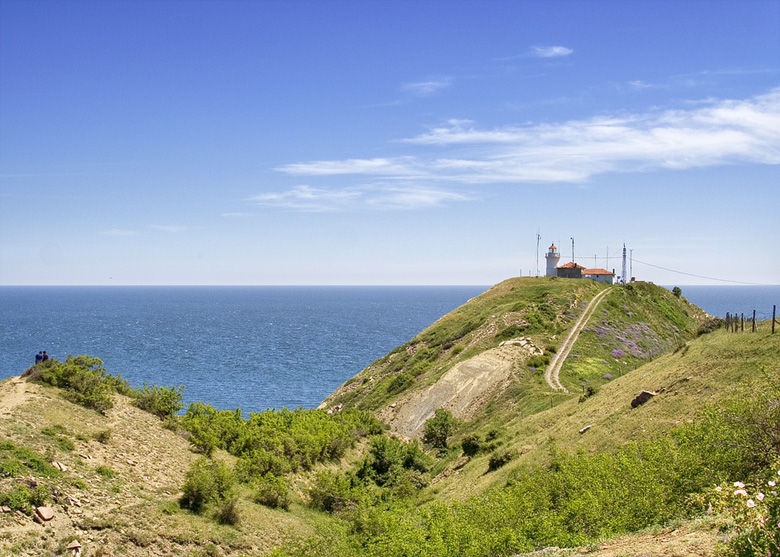
Cabo Emine.

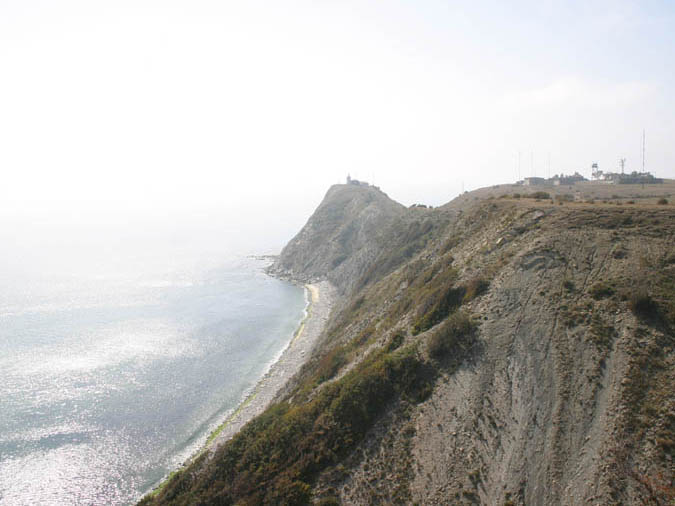
Cabo Emine.

O Cabo Emine (em búlgaro:  Нос Емине) é um cabo na costa búlgara do Mar Negro. O promontório está localizado a 79 km ao sul de Varna, 54 km ao norte de Bourgas e 14 km ao sul de Obzor. O acidente geográfico divide  a costa búlgara do Mar Negro em norte e sul.

## Características
O cabo é caracterizado por uma falésia com 60 metros altura, rodeado por um mar com centenas de rochas subaquáticas e salientes, o que transforma a costa em um local perigoso para a navegação. Existe um farol no local.

## História
Na Idade Média, foi construída sobre o cabo a fortaleza chamada Emona. O seu nome deriva de Aemon, o antigo nome da Stara Planina. Hoje em dia só restam algumas ruínas da fortaleza. Também há vestígios de um mosteiro e de um farol. A localidade de Emona fica nas proximidades.